# Термобарогеохімія
Термобарогеохімія (рос. термобарогеохимия, англ. thermobarogeochemistry, нім. Thermobarogeochemie f) — наука, що вивчає флюїдні включення в мінералах. Об'єктом її вивчення є різноманітні за складом і аґреґатним станом флюїдні включення, поширені в мінералах пневматолітового і гідротермального походження і зустрічаються в мінералах інтрузивних і ефузивних порід. Ці найдрібніші залишки мінералотвірного середовища несуть інформацію про процеси, що відбувалися при становленні магматичних тіл і формуванні ендогенних рудних родовищ.
Методи термобарогеохімії дозволяють визначати відносну і справжню температуру утворення мінералів, кількісний і якісний склад розчинів і розплавів у включеннях, тиск і агрегатний стан мінералотвірного середовища, з якого відбувалася кристалізація мінералів або рудовідкладення.